# Asthena albosignata
Asthena albosignata är en fjärilsart som beskrevs av Moore 1888. Asthena albosignata ingår i släktet Asthena och familjen mätare. Inga underarter finns listade i Catalogue of Life.